# Полежаево (Шекснинский район)
Полежаево — деревня в Шекснинском районе Вологодской области.
Входит в состав сельского поселения Сиземского (с 1 января 2006 года по 8 апреля 2009 года входила в Чаромское сельское поселение), с точки зрения административно-территориального деления — в Чаромский сельсовет.
Расстояние по автодороге до районного центра Шексны — 17 км, до центра муниципального образования Чаромского — 3,5 км. Ближайшие населённые пункты — Трошино, Потеряево, Самсоница, Сватково, Медвежье.
По переписи 2002 года население — 29 человек (11 мужчин, 18 женщин). Преобладающая национальность — русские (97 %).